# Kenneth Anthony

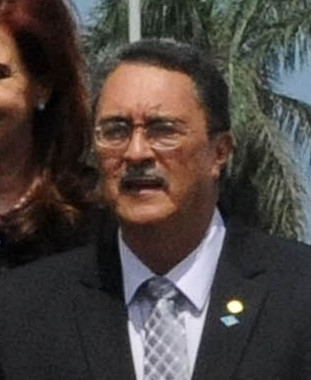
Kenneth Anthony

Kenneth Anthony (* 8. Januar 1951 in St. Lucia) (nach anderen Quellen auch Kenny Davis Anthony) ist ein Politiker aus St. Lucia. Zwischen 1997 und 2006 sowie vom 30. November 2011 bis Juni 2016 war er Premierminister von St. Lucia. Anthony gehört der St. Lucia Labour Party (SLP) an. Er studierte an der University of the West Indies in Cave Hill, Barbados und an der University of Birmingham, Großbritannien, wo er 1988 mit dem PhD abschloss. 1979 wurde Anthony Berater des Erziehungsministeriums, das er von 1980 bis 1981 leitete. Es folgten bis 1994 Lehrtätigkeiten an der Juristischen Fakultät der University of the West Indies.
Nach dem Wahlsieg der Labour Party wurde er 1997 Premierminister, die Regierung wurde in den Wahlen von 2001 im Amt bestätigt, verlor jedoch die folgenden Wahlen im Jahr 2006. King konnte jedoch seinen Parlamentssitz knapp behaupten. Während seiner Amtszeit erkannte Saint Lucia die Volksrepublik China an und brach die Beziehungen zu Taiwan ab, was die Nachfolgeregierung wieder rückgängig machte. Nach dem Wahlsieg der Labour Party in den Wahlen vom 28. November 2011 löste Anthony am 30. November Stephenson King als Regierungschef ab.